# Notaulacella armillata
Notaulacella armillata är en tvåvingeart som beskrevs av Günther Enderlein 1911. Notaulacella armillata ingår i släktet Notaulacella och familjen fritflugor. Inga underarter finns listade i Catalogue of Life.